# Radomek (województwo świętokrzyskie)
Radomek – kolonia w Polsce położona w województwie świętokrzyskim, w powiecie koneckim, w gminie Końskie.
Kolonia wchodzi w skład sołectwa Trzemoszna.
W latach 1975–1998 miejscowość administracyjnie należała do województwa kieleckiego.
Wierni Kościoła rzymskokatolickiego należą do parafii św. Anny w Bedlnie.